# 加山到
加山 到（かやま いたる、1963年6月6日 - ）は日本の俳優。神奈川県横浜市出身。血液型A型。

## 略歴
父親の仕事の関係で幼少期を香港、少年期を北京・上海で過ごし、現地校に通った経験を持つ。
国際基督教大学高等学校、桜美林大学文学部中国語中国文学科を経て、全日本空輸に入社。羽田空港及び成田空港でグランドハンドリング業務（旅客部旅客課）に従事する。
1988年、フジテレビ主催・ヤングシナリオ大賞受賞作品『時には母のないこのように』（野島伸司脚本）の警官役でデビュー。

## 特技・趣味
- 北京語（少年期に香港・北京・上海在住経験有り及び大学にて専攻）
- 昭和レトロ探索（中古レコード・古書・古玩具・旧家屋・路地裏など）
- ドラム（影響を受けたバンド／ダウン・タウン・ブギウギ・バンド）

## 出演

### テレビ
- 88年11月　　　　ＣＸ「時には母のない子のように」警官役・デビュー作品

- 89年04月　　　ＴＢＳ「新世界紀行／日本青年の挑戦！歩け歩け2000キロ　アジア秘奥三国探検」主演レポーター

- 89年12月　　　　ＣＸ「さよなら李香蘭」中国人俳優役・一部翻訳＆制作スタッフ兼任
- 90年04月　　　　ＣＸ「世にも奇妙な物語／楊貴妃の双六」刑事役・中国語翻訳兼任
- 91年04月　　　　ＣＸ「イカレた主婦の反乱」取材カメラマン役
- 92年04～06月　　ＣＸ「さよならをもう一度」報道スタッフ役・レギュラー
- 93年01月　　　　ＣＸ「有言実行三姉妹シュシュトリアン」（＃４）カメラ屋店員役
- 93年03月　　　　ＣＸ「屋根の上の花火」雑誌編集部員役
- 93年08月　　　ＴＢＳ「新幹線物語’93夏」（＃６）ビジネスマン役
- 93年09月　　　　ＣＸ「課長島耕作」部下役（レギュラー）
- 94年04月　　　テレ朝「はぐれ刑事純情派７」（＃151）劇団マネージャー役
- 94年04月　　　　ＣＸ「課長島耕作２」部下役（レギュラー）
- 94年09月　　　　ＣＸ「君といた夏」（＃最終回）医師役
- 94年10月　　　　ＣＸ「課長島耕作３」部下役（レギュラー）
- 95年01月　　　　ＣＸ「家族の食卓’95／おもちゃのチャチャチャ」報道記者役
- 95年06月　　　　ＣＸ「ぼくらに愛を！」（＃８、９）会社員役
- 95年11～12月　ＮＨＫ「大地の子」中国語通訳役（レギュラー）
- 96年02月　　　　ＣＸ「白線流し」（＃６）銀行員役
- 97年01月　　　　ＣＸ「スチュワーデス刑事」刑事役
- 98年01月　　　　ＣＸ「甘い結婚」（＃２）授賞式司会役
- 98年06月　　　　ＣＸ「WITH　LOVE」（＃９）専務秘書役
- 98年12月　　　　ＣＸ「課長島耕作４」部下役（レギュラー）
- 99年04月　　　　ＣＸ「セミダブル」（＃１）グラビア担当者役
- 99年08月　　　　ＣＸ「彼女たちの時代」（＃８）運送会社主任役
- 00年05月　　　ＮＨＫ「テントでセッション／五大路子の横浜探訪記」大正時代の男役
- 00年05～06月　ＴＢＳ「君が教えてくれたこと」代議士秘書役・レギュラー
- 01年04～06月　　ＣＸ「ラブ・レボリューション」国会担当記者役・レギュラー
- 02年10月　　　　ＣＸ「ホーム＆アウェイ」（＃２）海上保安庁通訳役・中国語翻訳兼任
- 03年01月　　　ＮＨＫ「人情とどけます」（＃１）飛脚宰領役
- 03年11月　　　テレ朝「流転の王妃　最後の皇弟」中国人暴徒役
- 09年02月　　　ＮＨＫ「Ｑ.Ｅ.Ｄ.証明終了」（＃６）運転手役
- 09年04月　　　ＮＨＫ「遥かなる絆」（＃５）中国語報道記者役
- 09年10月　　　　　ＣＸ「不毛地帯」（♯１）社長秘書役
- 09年11月　　　　ＮＨＫ「天地人」（♯４４）勘定方家臣役
- 09年11月　　　　テレ朝「アンタッチャブル」（♯８）将棋棋士役
- 09年12月　　　　　ＣＸ「リアルクローズ」（最終回）社員役
- 10年02月　　　　ＮＨＫ「龍馬伝」（♯９）土佐藩留守居役
- 10年08月　　　　　ＣＸ「東京リトル・ラブ」（第3シーズン・♯１）台湾人パーティー客
- 10年11月　　　　ＮＴＶ「黄金の豚」（＃５）不正業者役
- 11年07月　　　　　ＣＸ「全開ガール」（＃１）中堅弁護士役
- 12年07月　　　　ＮＨＫ「梅ちゃん先生」（＃８５）道を尋ねる男役
- 12年10月　　　　ＮＨＫ「平清盛」（＃４０）宋の商売人役
- 12年10月　　　　ＮＨＫ「シングルマザーズ」（＃２）企業面接官役
- 14年04月　　　　　ＣＸ「極悪がんぼ」（＃２）差し押さえ執行官役
- 14年11月　　　　　ＣＸ「信長協奏曲」（＃７）浅井久政の家臣役
- 15年08月　　　　ＴＢＳ「レッドクロス～女たちの赤紙～」子供を売る悪役
- 15年09月　　　　テレ朝「エイジ・ハラスメント」（最終回）役員役
- 15年11月　　　　ＮＨＫ「花燃ゆ」（＃４４）仲買人役
- 17年09月　　　　ＮＨＫネット配信「ＬＩＦＥ～番宣ミニドラマ／黄金原聡子の覚悟」上司役
- 18年03月　　　　ＮＨＫ「どこにもない国」（前篇）冒頭で終戦直後の満州でソ連兵に銃殺される男役
- 18年04月　　　　ＴＢＳネット配信「SICK'S 恕乃抄」（＃２）叫ぶ中国人役
- 18年07月　　　　テレ朝「ハゲタカ」（＃２）企業役員役
- 18年07月　　　　ＮＨＫ「西郷どん」（＃２８）藩士役
- 18年11月　　　　　ＣＸ「黄昏流星群」（＃４）医師役
- 19年01月　　　　ＴＢＳ「下町ロケット新春スペシャル」企業側謝罪会見で紛糾する経営者役
- 19年05月　　　　ＴＢＳ「インハンド」（＃７）外務副大臣役
- 19年09月　　　　ＮＨＫ「逆転人生／全盲弁護士編」眼科医役
- 19年11月　　　　ＮＨＫ「歪んだ波紋」（＃１）新聞記者役
- 20年09月　　　　ＮＨＫ「エール」（＃６７）出版社役員役
- 22年07月　　　　Amazon「GAME OF SPY」（＃５＃６）中国外務大臣役（ネット配信）

### 映画
- 90年　　　　　　　東宝「ＺＩＰＡＮＧ　ジパング」忍者役
- 92年　　　　　にっかつ「落陽」中国人ゲリラ戦士役
- 99年　　　　　　　東映「金融腐蝕列島・呪縛」国税局検察官役
- 99年　　　インディーズ「東京アワー」会社員役
- 00年　　　　　　　東映「スペーストラベラーズ」ＴＶ中継レポーター役
- 01年　　　　　　　ＣＸ「マスクマン」金物屋主人役（ＣＸ「つんくタウン」番組企画）
- 02年　　　インディーズ「タンバリボン」元ストリッパーの亭主役
- 04年　　　インディーズ「二月的故事」中国語翻訳＆指導（日本台湾合作）
- 04年　　　インディーズ「乾杯」中国人不動産役（アテレコ・日本台湾合作）
- 08年　　　インディーズ「蒲田物語」居酒屋店長役
- 11年　　　インディーズ「HERO★MAN」バー常連客役（WEB発信映画）
- 13年　　　　　　　東宝「SPEC～結～（漸ノ篇・爻ノ篇）」中国の要人役
- 19年　　　　　　　東宝「七つの会議」製造部長役
- 21年　　　REVIVE「SWANEE 野毛探偵事務所」野毛の住人／鳶職人役
- 22年　　　Rei23「死神 ドクター・テケレツ」死神ゲロッパ役
- 22年　　　シルバーキャノン「JACKERSⅡ～復讐者たち」ポーカーに興ずる紳士役
- 23年　　　所沢市短編「飛行場のまち」地元住人／歴史の語り部役

### 舞台
- 89年06月　　「カンコンキンシアター／関根勤一座旗揚げ公演」
- 98年02月　　「猿／ザ・デッドロックカムパニー公演」
- 01年07月　　「テニアン・アイランド／イタル・プロジェクト公演」
- 06年03月　　「人のフリン見て・・・／キモサベ・パンセッション公演」
- 07年03月　　「踊るアジア／横浜市芸術文化振興財団主催」
- 13年09月　　「雨宿りの影で、道草の歌を／劇団三段薔薇第3回」
- 14年04月　　「そして、生きてゆく／Pudding☆Ring第4回」
- 14年08月　　「見よ、飛行機の高く飛べるを／conne－colle第14回」
- 16年01月　　「こちら　なかまがり署特捜一係／イタル百貨商店プロジェクト」
- 17年11月　　「歌う！ペンション『ビーチサイドやまびこ』／本多プロデュース」
- 18年04月　　「ナカヨクヤリナ／７millions第9回」
- 18年08月　　「ケイコの朗毒（読）／ケイコの稽古」
- 19年02月　　「この街は白い世界と黒い雨／演劇ユニットas time第6回」
- 19年12月　　「ホハバヲアワセ／７millions第10回」
- 21年07月　　「セカンドハウス／７millions第11回・創立10周年記念」
- 21年08月　　「the other～うちとそと、それと～／季の葉舟プロデュース」
- 22年07月　　「ベニスの商…にん…？（朗読）／ケイコの稽古第2回」
- 22年09月　　「続・歌う！ペンション『ビーチサイドやまびこ』／本多プロデュース」
- 23年10月　　「我らのエピローグは終わらない」／芸門第7回」
- 24年05月　　「お年を召しませ! 〜ケアハウス『ごきげんさん』の愛すべき日常〜／本多プロデュース」[1]

　他に劇団浪漫狂時代（93年～98年12作品）・横浜夢座（99年～09年13作品）
　・劇団カンタービレ（08年～17年15作品）など多数あり